# Normalflora
Normalflora (auch residente Flora oder nur Flora) bezeichnet das aus Mikroorganismen wie Bakterien, Pilzen und Protozoen gebildete Mikrobiom eines Organismus (Wirt). Diese können sich nach einer durch die Evolution bedingten Anpassung an den Wirt, erfolgreich gegen die Konkurrenz anderer Mikroorganismen durchsetzen und werden vom Besiedelten toleriert. Als Kommensalen („Mitesser“) schädigen sie ihren Wirt nicht durch das Auslösen von Krankheiten. Der Ausdruck Normalflora ist in seiner Begrifflichkeit größer, als der Begriff Standortflora. Er kann einerseits eine Gesamtheit, andererseits auch Teilmengen umfassen. Eine solche Teilmenge wäre eine Standortflora. So gibt es auch die Bezeichnungen Darmflora, Mundflora, Hautflora, Nasenflora, Scheidenflora. Die Bezeichnung „Flora“ wurde früher gewählt, weil Bakterien die größte Masse ausmachen und Bakterien früher dem Pflanzenreich zugerechnet wurden. Es handelt sich also um eine historisch entstandene Fachbezeichnung, die noch heute allgemein Verwendung findet. Eine Entsprechung lautet Kolonisationsflora. Der moderne, jedoch nicht deckungsgleiche, Ausdruck Mikrobiom schließt außer nicht-pathogenen Bakterien auch die anderen Mikroorganismen im Darm ein.
Schwierig zu fassen ist der Begriff der Normalflora bei Individuen mit supprimiertem (herabgesetztem) Immunsystem. Hier können die Grenzen zwischen normaler Besiedlung und krankmachenden Mikroorganismen verschwimmen. Darüber hinaus existiert in der Literatur der Begriff der Parasiten-Normalflora. Dies scheint sich zunächst zu widersprechen, da Parasiten auf Kosten eines Wirtes leben. Da es für Parasiten jedoch sinnvoll ist ihren Wirt so wenig wie möglich zu schädigen, um das eigene Fortbestehen zu sichern, kann es zu einem Gleichgewicht zwischen Wirt und Parasiten kommen.
Im mengenmäßigen Vergleich, übersteigt die Anzahl an Organismen, die einen Menschen besiedeln, die Anzahl menschlicher Zellen. Ein einzelner Mensch kann bis zu 1 Billion eigene, hingegen aber 100 Billionen fremde Zellen in Form von Normalflora beherbergen, welche das menschliche Genom um ein 200-faches übersteigen. Die besiedelnden Mikroorganismen ergeben hierbei eine Biomasse von etwa einem Kilogramm.